# Masako, principessa Takeda
Masako Takeda, (in giapponese: 恒久王妃昌子内親王 Tsunehisa Ōhi Masako naishinnō), nata Masako, Principessa Tsune (in giapponese: 常宮昌子内親王 Tsune-no-miya Masako Naishinnō) (Tokyo, 30 settembre 1888 – Tokyo, 8 marzo 1940), è stata una principessa giapponese, figlia dell'Imperatore Meiji e della sua concubina Sono Sachiko.

## Biografia

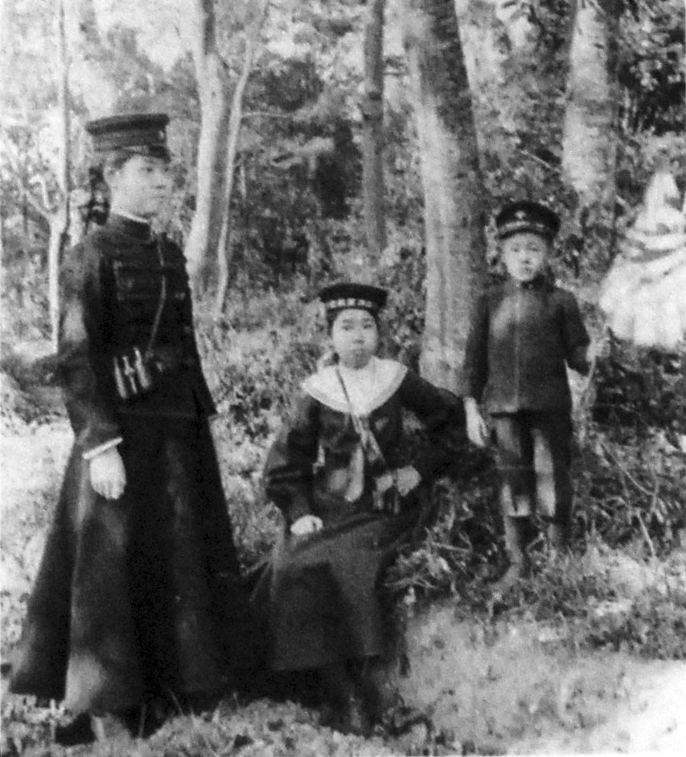
La principessa Masako (a destra) con la sorella Fusako (a sinistra). La prima indossa l'uniforme delle donne della Marina.

Masako nacque a Tokyo il 30 settembre 1888, figlia dell'Imperatore Meiji e della sua concubina Sono Sachiko. Il suo appellativo nell'infanzia fu Principessa Tsune (Tsune no Miya).
Il suo futuro marito, il principe Tsunehisa Takeda, era il figlio maggiore del principe Kitashirakawa Yoshihisa e quindi il fratello del principe Kitashirakawa Naruhisa. L'imperatore Meiji, nel marzo nel 1906, autorizzò il principe Tsunehisa di iniziare una nuova casa principesca per fornire alla famiglia lo status adatto per la sua sesta figlia, la principessa Tsune. Il 30 aprile 1908, il principe Takeda sposò la principessa Masako, da cui ebbe un figlio e una figlia:
- Principe Tsuneyoshi (竹田宮恒徳王 Takeda-no-miya Tsuneyoshi Ò ?), (1909 - 1992);
- Principessa Ayako (禮子女王 Ayako Joo ?), (1911 - 2003), sposata con il conte Sano Tsunemitsu.

Morì a Tokyo l'8 marzo 1940 all'età di 51 anni.